# Ettore Carafa
Pour les articles homonymes, voir Carafa.
Pour les autres membres de la famille, voir Famille Carafa.
Ettore Carafa (parfois francisé en Hector Carafa ou Caraffa) (Andria, 10 août 1767 - Naples, 4 septembre 1799), est un homme politique et militaire italien du XVIIIe siècle, l'un des chefs de la république parthénopéenne.

## Biographie
Ettore Carafa naît à Andria en 1767 dans une famille de la plus haute noblesse napolitaine, les Carafa d'Andria, très liés à la dynastie des Bourbons. Il est le fils aîné de Riccardo Carafa (1741-1797), 12e duc d'Andria, grand sénéchal du royaume et premier gentilhomme de chambre du roi Ferdinand IV de Naples, et de Margherita Pignatelli Aragona Cortés (1740-1810), dame de chambre de la reine Marie-Caroline d'Autriche et fille de Fabrizio, prince de Noia et duc de Monteleone.
Le jeune Ettore reçoit une solide éducation à Naples, où il est inscrit au Collège des nobles et fréquente les cercles les plus éclairés de la ville. Grâce à son précepteur, membre de la franc-maçonnerie, il adopte rapidement les idées des Lumières et le libéralisme. Avec lui, il se rend à Vienne et surtout à Paris en 1790, en pleine Révolution française et contre l'avis de sa famille : Carafa adhère alors avec enthousiasme aux idéaux révolutionnaires. De retour à Naples, il participe activement aux différents clubs jacobins, maçonniques et libéraux qui voient le jour dans la cité. Suspecté pour ces activités, il est plusieurs fois inquiété par la justice et même condamné à une peine de prison, en 1795, pour outrage au portrait de la reine et aux symboles de la royauté. Il est alors enfermé plusieurs mois dans la forteresse napolitaine de Castel Sant'Elmo. En juin 1797, à la mort de son père, Ettore hérite, à vingt-neuf ans, des titres de duc d'Andria, de Castel del Monte, marquis de Corato et comte de Ruvo.
Mais loin de soutenir le roi, lorsque les Français s'approchent de Naples, en janvier 1799, il fait partie des fondateurs de la république parthénopéenne, qui évince les Bourbons, contraints de se réfugier en Sicile. Carafa devient l'un des principaux généraux de l'éphémère république : considéré comme le meilleur militaire des Républicains, Carafa prit plusieurs villes sur le parti royaliste, dont son propre fief, Andria, dans les Pouilles, qui était restée fidèle aux Bourbons et qu'il n'hésita pas à assiéger. Avec l'aide des Français du général Broussier, il prit ensuite Trani. Mais ses rapides succès attirèrent des craintes infondées de la part du nouveau gouvernement républicain. Pour l'éloigner, Carafa fut envoyé plus au nord, dans les Abruzzes, alors que le sud se révoltait et que les armées restées fidèles au roi, réfugié en Sicile, remontaient depuis la Calabre. De plus, les troupes françaises du général Macdonald furent rappelées par Bonaparte et quittèrent le Mezzogiorno. Les troupes du roi de Naples commandées par le cardinal Ruffo et soutenues par les Russes et les Anglais de l'amiral Horatio Nelson reprirent alors en main le royaume et, face à des forces républicaines diminuées, entrèrent dans Naples en juin 1799.
Acculé dans la forteresse de Pescara, Carafa résista jusqu'à la nouvelle de la chute de Naples. Il n'accepta de se rendre, à l'instar des autres chefs de la révolution, dont l'amiral Francesco Caracciolo, que lorsqu'il lui fut promis la vie sauve et la possibilité de quitter le royaume de Naples pour Ancône, alors sous contrôle français. Mais à l'instigation de Nelson, cette promesse ne fut pas tenue et, avec les autres chefs révolutionnaires, Carafa fut condamné à mort le 2 septembre 1799, après une période de réclusion dans une forteresse napolitaine. Il monta sur l'échafaud le 4 septembre 1799, exécuté par décapitation sur la place du marché de Naples. Il mourut à trente-et-un ans, refusant de renier les idéaux révolutionnaires et tenant tête à ses juges lors du procès expéditif monté contre lui par les royalistes. Il fut inhumé dans l'église du Carmine Maggiore de Naples.
Jamais marié et mort sans héritiers, ses titres passèrent à son frère, Francesco Carafa (1772-1844).
Après le Risorgimento et l'unification de l'Italie, sa mémoire fut réhabilitée en tant que patriote et républicain et des rues, des écoles et des mémoriaux lui furent dédiés.
Réputé pour son ardeur et la pureté de ses idéaux, la figure romantique d'Ettore Carafa, le grand aristocrate passé du côté des aspirations du peuple, a inspiré plusieurs romanciers du XIXe siècle : Alexandre Dumas fit de lui l'un des personnages du roman La San Felice, qu'il écrivit à Naples en 1864. Ippolito Nievo a consacré plusieurs chapitres à Ettore Carafa dans sa principale œuvre, Les Confessions d'un Italien, jalon de la littérature italienne du XIXe siècle.

## Sources
- Marie-Nicolas Bouillet  et Alexis Chassang (dir.), « Ettore Carafa » dans Dictionnaire universel d’histoire et de géographie, 1878 (lire sur Wikisource)